# Мілен Васілев
Мілен Василєв (болг. Милен Атанасов Василев; нар. 6 червня 1978, Бургас) – болгарський шахіст, гросмейстер від 2008 року.

## Шахова кар'єра
1996 року представляв Болгарію на чемпіонатах світу (Медельїн) і Європи (Шіофок) серед юніорів у категорії до 20 років, а у 2003 році на командних чемпіонатах Європи, який відбувся в Пловдиві (у складі Болгарії–B). 2008 року здобув у Пловдиві срібну медаль чемпіонату країни.
Гросмейстерські норми виконав у роках: 2006 (Ізмір, поділив 2-ге місце позаду Євгена Мірошниченка, разом з Рауфом Мамедовим, Торніке Санікідзе і Суатом Аталиком і в Софії, посів 1-ше місце), а також 2008 (у Софії, посів 1-ше місце на Меморіалі Мілко Бобоцова). Досягнув низки успіхів на інших турнірах, зокрема:
- посів 1-ше місце в Касталя-дал-Бальєсі (2002),
- поділив 1-ше місце в Опатії (2002, разом з Міланом Вукічем),
- посів 1-ше місце у Фігерасі (2003),
- посів 1-ше і поділив 2-ге місце (позаду Міхаеля Безольда, разом із, зокрема, Аріком Брауном, Себастьяном Богнером і Віталієм Козяком) в Нойгаузен-ам-Райнфаллі (обидва турніри 2004 року),
- посів 1-ше місце в Васселонні (2005),
- поділив 3-тє місце в Сонячному Березі (2005, позаду Станіславом Савченко і Борисом Чаталбашевим, разом з Юліаном Радульським,
- поділив 1-ше місце в Нойгаузені (2005, разом з Деяном Божковим),
- посів 1-ше місце в Рошфорі (2006).

Найвищий рейтинг Ело в кар'єрі мав станом на 1 січня 2009 року, досягнувши 2502 очок займав тоді 15-те місце серед болгарських шахістів.